# Neopanorpa spatulata
Neopanorpa spatulata är en näbbsländeart som beskrevs av George W. Byers 1965. Neopanorpa spatulata ingår i släktet Neopanorpa och familjen skorpionsländor. Inga underarter finns listade i Catalogue of Life.